# SpaceShipThree
SpaceShipThree (též Scaled Composites SpaceShipThree) je navrhovaný orbitální kosmický raketoplán ve fázi vývoje soukromé společnosti Scaled Composites a Virgin Galactic (podprogramu Tier Two). Navazuje na projekty SpaceShipOne (2005-2009; první soukromý raketoplán schopný překonat Mach 3 a 100km hranici) a SpaceShipTwo (od roku 2007; vyvíjený suborbitální raketoplán s perspektivou prostředku pro vesmírnou turistiku). Vývoj SpaceShipThree je podmíněn tím, že SpaceShipTwo se ukáže jako úspěšný projekt.

## Financování SpaceShipThree
Podle původních návrhů by se po dokončení mělo jednat o první komerční orbitální vesmírné plavidlo, dokonce schopné spojit se ISS a předpokládá se, že jeho vývoj bude mnohem dražší než u předchozích raketoplánů Scaled Composites. Podle serveru Space-tourism.ws by financování projektu měla pomoci výhra 50 milionů dolarů v soutěži America's Space Prize. Tu ale získá to vesmírné plavidlo, které vystoupá do vzdálenosti 240 mil od povrchu Země, provede kolem ní 2 oblety a bezpečně se vrátí zpět. Toto však musí provést dvakrát za sebou v intervalu maximálně 60 dnů od prvního úspěšného pokusu. Soutěž je jednak omezena časově (poslední z obou dvou obletů musí skončit nejpozději 10. ledna 2010) a navíc o výhru v ní usilují i jiné firmy, což ze Scaled Composites SpaceShipThree zatím dělá projekt s nejasnou budoucností.